# Naintré
Naintré – miejscowość i gmina we Francji, w regionie Nowa Akwitania, w departamencie Vienne.
Według danych na rok 1990 gminę zamieszkiwało 4 718 osób, a gęstość zaludnienia wynosiła 190 osób/km² (wśród 1467 gmin regionu Poitou-Charentes, Naintré plasuje się na 40. miejscu pod względem liczby ludności, natomiast pod względem powierzchni na miejscu 261.).